# Electra Manufacturing Company
Electra Manufacturing Company war ein US-amerikanischer Hersteller von Automobilen.

## Unternehmensgeschichte
Henry M. Crowther, Jules E. Haschke, James F. Lane, Stewart L. Rothrock und James B. Sturdevant gründeten das Unternehmen am 10. April 1914. Der Sitz war in Los Angeles in Kalifornien. William Piddington war Präsident. Sie begannen im gleichen Jahr mit der Produktion von Automobilen. Der Markenname lautete Electra. 1915 endete die Fahrzeugproduktion. Batterien entstanden weiterhin. Nach 1915 verliert sich die Spur des Unternehmens.
Es gab keine Verbindung zur Storage Battery Power Company aus Chicago, die ebenfalls Fahrzeuge als Electra verkaufte.

## Fahrzeuge
Im Angebot standen zwei verschiedene Elektroautos. Beide wurden von einem Elektromotor angetrieben. Das Model C hatte 229 cm Radstand und einen Aufbau als zweisitzigen Roadster ohne Türen. Die Reichweite war mit 64 km angegeben. Der Neupreis betrug 750 US-Dollar.
Das Model D hatte ein Fahrgestell mit 244 cm Radstand und den gleichen Aufbau, aber mit zwei Türen. Eine stärkere Batterie ermöglichte 120 km Reichweite. Das Fahrzeug kostete 1250 Dollar.

## Modellübersicht
| Jahr      | Modell  | Radstand (cm) | Aufbau            |
| --------- | ------- | ------------- | ----------------- |
| 1914–1915 | Model C | 229           | Roadster 2-sitzig |
| 1914–1915 | Model D | 244           | Roadster 2-sitzig |